# 도요사카촌 (나가노현)
도요사카촌(일본어: 豊栄村)은 일본 나가노현 하니시나군에 있던 촌이다. 현재의 나가노시에 해당한다.

## 역사
- 1876년 5월 30일 - 도요사카촌이 성립하였다.
- 1889년 4월 1일 - 정촌제 시행에 의해 도요사카촌이 단독으로 자치체를 형성하였다.
- 1955년 4월 3일 - 마쓰시로정, 데라오촌, 니시테라오촌과 합병해 마쓰시로정이 성립하여, 동일 도요사카촌은 폐지되었다

## 참고문헌
- 角川日本地名大辞典 20 長野県